# Saint-Léry
Saint-Léry település Franciaországban, Morbihan megyében. Lakosainak száma 205 fő (2022. január 1.). Saint-Léry Gaël és Mauron községekkel határos.

## Népesség
A település népessége az elmúlt években az alábbi módon változott:
| Lakosok száma | 136  | 99   | 161  | 173  | 189  | 189  | 189  | 202  | 208  | 205  |
|               | 1968 | 1982 | 1990 | 2006 | 2013 | 2015 | 2017 | 2019 | 2020 | 2022 |